# Mathieu Dijker
Mathieu Dijker (Amsterdam, 29 juni 1927 - Heeze, 11 juni 2018) was een Nederlands componist, organist en beiaardier. 
Dijker studeerde bij de paters Assumptionisten filosofie en theologie (hij werd tot priester gewijd, maar trad uit het priesterambt en enige jaren later in het huwelijk) en in Rome muziek aan het Pontificio Istituto di Musica Sacra, met orgel en compositie als hoofdvakken. Hij behaalde in beide vakken in 1960 het Magisterium, magna cum laude. Twee jaar later promoveerde hij aan hetzelfde Instituut summa cum laude tot doctor met een dissertatie over Grieks-Byzantijnse muziek, waartoe hij samenwerkte met het Institutum Orientale in Rome. In 1975 behaalde hij het praktijkdiploma beiaardspel aan de Amersfoortse Beiaardschool onder Peter Bakker.
Mathieu Dijker was werkzaam in zowel het middelbaar onderwijs (Van der Puttlyceum, Eindhoven) als het muziekvakonderwijs. Hij werkte als docent theorie aan het Utrechts Conservatorium. Verder was hij dirigent van diverse koren en orkesten. Zo had hij 36 jaar (1970-2006) de muzikale leiding in de Paterskerk van de Augustijnen in Eindhoven, waar hij intensief samenwerkte met organiste Dorthy de Rooij. Hij was bevriend met studiegenoot en componist Maurice Pirenne.

## Werken
Dijker componeerde werken voor orgel en beiaard, maar ook missen en andere vocale werken als Deux poèmes (op tekst van Apollinaire) voor koor en strijkorkest (1992) en War poems (op tekst van Hardy) voor bariton, koor en orgel (1993). Zijn Missa toni deuteri werd bekroond door de Pascal Schmeits-stichting van de Nederlandse Sint-Gregoriusvereniging. Met de Trio-Suite voor orgel behaalde hij de 3e prijs in de compositiewedstrijd uitgeschreven bij de restauratie van de Jacobskerk in Den Haag.

## Werkenlijst
- 1999 - De trein naar Sobibor voor mezzosopraan en gemengd koor[1]
- 1994 - Voor Arie Abbenes (quinauagenarius) voor gemengd koor en begeleiding, gebaseerd op Preludium V van Matthias van den Gheijn
- 1993 - War poems voor gemengd koor, bariton en orgel
- 1992 - Introduzione e allegro voor carillon
- 1992 - Deux poèmes voor gemengd koor en strijkorkest
- 1988 - Trittico agostiniano voor orgel
- 1987 - Sonate voor beiaard
- 1987 - Inviolata II voor mannenkoor, houtblazers, strijkers en orgel ad libitum
- 1984 - Veni creator spiritus voor 4-stemmig gemengd koor en orgel
- 1984 - Inviolata voor vierstemmig mannenkoor en orgel
- 1982 - Suite in g mineur voor beiaard
- 1980-1986 - 4 stukken voor beiaard
- 1978 - Campanae in Campina, suite voor beiaard
- 1976 - Partita sopra "Veni sancte spiritus" voor orgel
- 1964 - Sonata voor hobo en positieforgel
- 1960 - Trio suite voor orgel
- Clio en Brabant, muzikaal mozaïek
- Drie Engelse liederen voor 4-stemmig mannenkoor a capella
- Drie kerstminiaturen voor orgel
- Drie Maastrichtse kerstliederen voor gemengd koor
- Drie monumentjes voor gemengd koor a capella of met pianobegeleiding (tekst en muziek: Mathieu Dijker)
- Dulce consortium: sex cantica ad tres voces inaequales cum organo (met Maurice Pirenne)
- Eer zij God in onze dagen (tekst: Willem Barnard)
- Missa Nova et Vetera
- Missa Toni Deuteri voor 3-stemmig gemengd koor met orgelbegeleiding
- Toccata voor orgel
- Twee spreeuwen voor gemengd koor a capella (tekst: Kees Stip)
- Victory in blue voor fanfare